# Telephanus mexicanus
Telephanus mexicanus là một loài bọ cánh cứng trong họ Silvanidae. Loài này được Sharp miêu tả khoa học năm 1899.